# 王世文 (1933年)
王世文（1933年8月—2022年6月5日），男，甘肃甘谷人，中华人民共和国政治人物，二级大法官，曾任甘肃省高级人民法院院长、党组书记。

## 生平
籍贯甘肃省甘谷县新兴镇史家坪村。1951年10月参加工作，1952年11月加入中国共产党。先后任中国新民主主义青年团甘谷县委员会学校工作部长，天水地区工作委员会干事，中共甘肃省委组织部干事，宣传部办公室副主任等职。文化大革命期间受到冲击。1970年后，历任甘肃省革命委员会政治部组织组干事，中共甘肃省委组织部秘书处处长等职。1975年后，历任甘肃省广播事业局党组副书记、副局长，甘肃省民政厅副厅长，中共甘肃省委政法委秘书长、副书记，甘肃政法学院院长。1993年1月任甘肃省高级人民法院党组书记、院长。2003年退休。2022年6月5日18时51分在兰州逝世。

## 社会兼职
- 《甘肃省志·审判志》编纂委员会主任委员
- 最高人民法院咨询委员会委员
- 中国法官协会常务理事
- 甘肃省法学会名誉会长
- 甘肃省法官协会名誉会长
- 中国政法大学管理干部学院校友会名誉会长